# Ізраїльський старий шекель
Шекель (івр. שקל) — валюта держави Ізраїль з 24 лютого 1980 року по 3 вересня 1985 року включно. Після цієї дати шекель був замінений новим шекелем.

## Банкноти
| Номінал  | Зображення |
| -------- | ---------- |
| IS1      |            |
| IS5      |            |
| IS10     |            |
| IS50     |            |
| IS100    |            |
| IS500    |            |
| IS1000   |            |
| IS5,000  |            |
| IS10,000 |            |